# Mey Rahola de Falgàs
Mey Rahola de Falgàs   (Lleó, 25 de març de 1897 - Vaucresson, 17 d'agost de 1959) fou una fotògrafa catalana. El seu nom complet era Maria del Remei Rahola de Falgàs. Es considera l'única dona que va fer-se un lloc en els estimulants ambients de la fotografia amateur dels anys trenta a Catalunya.
Formava part de la família Rahola, impulsors dels primers ferrocarrils, i va néixer a Lleó i créixer a Madrid per les circumstàncies laborals del seu pare, Francisco Rahola Puignau, enginyer de la Compañía de Ferrocarriles del Norte i aficionat a la fotografia. La família de la mare, Consuelo de Falgàs (o Falgars) i de Pouplana, formava part de la petita noblesa empordanesa. Era la gran de set germans. A Madrid, va estudiar en una escola del Sagrat Cor i va completar la seva formació amb estudis de piano. Passava els estius a Cadaqués, poble d'on era originari el seu pare, a la «casa de les madrilenyes», al carrer del Vigilant.
Després de la mort del pare, el 1921, Mey Rahola es va casar amb Josep Xirau Palau, que era l'hereu d'una família de juristes de Figueres. Pels estudis de Xirau, van viure a Sevilla, Berna i Roma, i finalment es van instal·lar en un pis de la Gran Via de Barcelona. Tindrien tres fills, la Maria Teresa (1923), l'Albert (1925) i en Jaume (1927).
No seria fins al 1930, un cop establerts a Barcelona, quan va començar a treballar com a fotògrafa artística. Havia après la tècnica amb la col·lecció de càmeres del seu pare i amb l'ajut del seu tiet, Silví Rahola. D'altra banda, el seu cunyat, Joan Xirau, que havia sigut amic de joventut de Salvador Dalí, es va instal·lar un laboratori fotogràfic a la rebotiga de la farmàcia que regentava a Figueres. Va ser allà on Mey aprendria a revelar imatges. Va perfeccionar la tècnica fotogràfica de la mà del seu amic i fotògraf Antoni Campañà. Dues de les seves germanes, les bessones Pilar i Amparo, també s'interessarien per la fotografia.

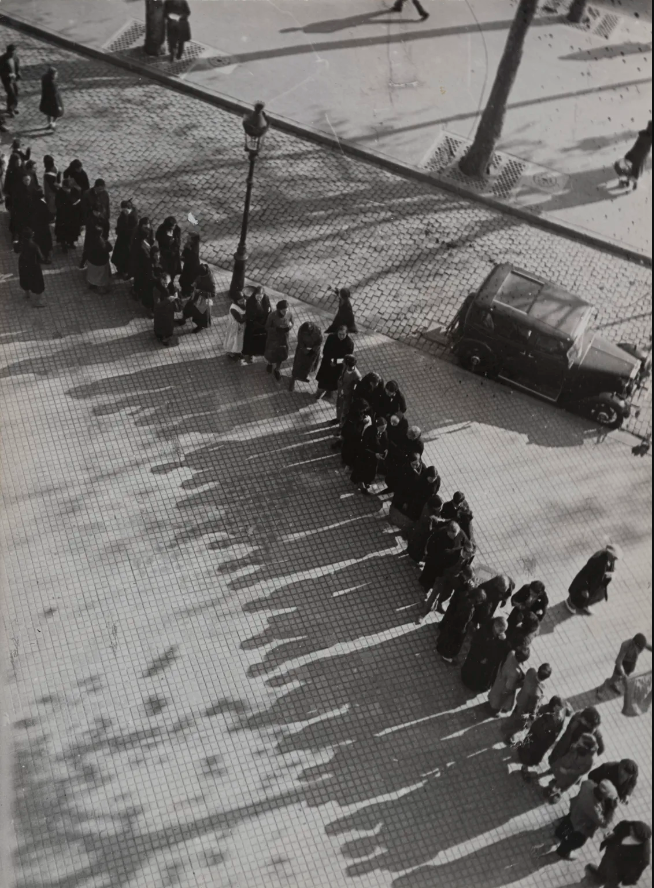
Cua del pa (1937), fotografia de Mey Rahola

Mey es va començar a fer un nom en el camp de la fotografia artística catalana de l'època. Va exposar al Reial Club Marítim de Barcelona, i va ser l'única dona premiada, i en tres categories, al concurs “Catalunya 1934” del diari El Día Gráfico. També va publicar un reportatge fotogràfic a la revista femenina Claror. L'any 1935 va participar en el Saló Internacional d'Art Fotogràfic de Barcelona. El gener del 1936 es va fer sòcia de l'Agrupació Fotogràfica de Catalunya, on dos mesos després guanyaria la Medalla d'Argent del XII Concurs Anyal. La crítica de l'època va elogiar la seva feina i fins i tot el referent Joaquim Pla Janini li va dedicar un negatiu. Aquell mateix any va fer un viatge fotogràfic per Espanya amb el seu amic Antoni Campañà.
Quan va arribar la Guerra Civil es va exiliar a França, fent fotos de carnet i mantenint la família treballant per a un altre estudi de fotografia a Lió. A França també faria els darrers retrats coneguts de Manuel Azaña, durant una visita a Arcaishon.
Un cop finalitzada la guerra, va continuar fent fotos només ocasionalment a Cadaqués i als Alps. El 1947 el seu home va trobar una feina a la seu de la Unesco, i la família es va establir a Vaucresson, prop de París. Els darrers anys de la seva vida va fer d'acordionista en un grup de balls folklòrics amb el qual faria gira fins i tot per l'URSS. Moriria d'un ictus el 17 d'agost de 1959.

## Biografia

### Infància i joventut
Mey Rahola va néixer a Lleó el 25 de març 1897. El seu pare, Francesc Rahola Puignau era de Cadaqués i la mare, Consol de Falgàs i de Pouplana, nascuda a Lledó i pertanyia a la petita noblesa de l'Empordà. El pare era enginyer ferroviari i fotògraf aficionat i per feina, havia de desplaçar-se per Espanya. Mey va créixer a Madrid, envoltada dels seus germans, que en total eren set. Va rebre una educació catòlica i elitista al col·legi de monges del Sagrado Corazón de Madrid. I també va rebre classes al conservatori de música i declamació. 
Quan el pare va morir prematurament el 22 d'agost de 1917, la família va traslladar-se a Barcelona on Mey va estudiar llengües i manualitats a l'Institut de Cultura i Biblioteca Popular de la dona, una institució innovadora en el context català que va permetre la formació de milers de dones.

### La família
Mey Rahola es va casar amb Josep Xirau Palau, un jurista de Figueres, que va conèixer a Cadaqués i que també estava interessat en fer carrera política. Van estar vivint a diversos llocs (Sevilla, Berna, Roma, Siena i Florència) abans d'establir-se definitivament a Barcelona. Mey Rahola i el seu marit feien sessions de música de cambra a casa seva, Josep al violí i Mey al piano. Van tenir tres fills: Mª Teresa, Albert i Jaume. L'educació dels fills va ser progressista: van anar a l'escola Montessori i després a l'Institut del Parc de la Ciutadella de Barcelona. Creia fermament en els valors de la nova pedagogia activa, que també va ser fonamental per les reformes de l'ensenyament que va proposar el seu marit i el seu cunyat al Consell de Cultura de la Generalitat. Aquesta pedagogia estava relacionada a l'ideal d'un ensenyament integral on els nens tinguessin una infància autònoma, creativa i lliure amb el propòsit de formar ciutadans lliures, com es reflecteix a les seves fotografies d'abans de la Guerra Civil, que van incorporar models diferents de representació: dinamisme, naturalitat i espontaneïtat. La vocació fotogràfica de Mey es va manifestar a la dècada dels 1930. El seu cunyat, Joan Xirau, qui va ser amic de joventut de Salvador Dalí, li va ensenyar a revelar les seves pròpies fotografies en una petita sala a darrera de la farmàcia que regentava.
Mey Rahola també va consagrar la seva vida a l'esport, la família tenia un veler, l'Alai, i va arribar a ser patrona de buc i amb aquest títol va guanyar la Copa Fèmina del 1935 organitzada pel Club Marítim de Barcelona. La seva filla Mª Teresa deia d'ella que era una persona independent, moderna, tolerant i divertida.
Era aficionada a les revistes com d'Ací i d'Allà, i Claror, que van ser molt importants per la configuració del seu imaginari visual.
Encara que Mey Rahola va ser la més reconeguda fotògrafa dels anys 30, no va ser l'única. Va estar envoltada de dones que compartien l'afició. Entre aquestes estaven les seves germanes bessones, Pilar i Empar, la seva veïna Constanza Pujades Uribe i la secretària del seu marit Mercè Fina Coll. Es van inscriure juntes a l'Agrupació Fotogràfica de Catalunya l'any 1935.
Rahola creia fermament en una dona nova, que, al igual que els homes, podia divertir-se i tenir estones d'oci practicant esport i sentint-se lliure. Això mateix, també ho reivindicaven algunes amigues properes seves, com per exemple, l'escriptora Aurora Bertrana. L'any 1931, en la seva conferència El nostre feminisme, rebutjava el món femení conegut fins llavors, que mostrava una dona fràgil i servil i reclamava una nova feminitat.
Com defensa Lluís Bertran Xirau, besnét de Mey Rahola que ha recuperat i estudiat el seu fons fotogràfic, «el que Bertrana reivindica amb paraules, d'alguna manera Mey Rahola ho reivindica en imatges».

### Professionalització fotogràfica
Encara que al principi va començar fent fotografies només de la seva família, molt aviat va intentar participar en concursos que li donessin notorietat, com l'organitzat per l'entitat Palestra el 1934. Al mateix any, també participarà en el concurs convocat pel diari El Día Gráfico on va guanyar tres premis, tot i que va ser l'única dona entre la cinquantena de premiats. Aquest concurs tindrà una exposició en un dels pavellons de Montjuïc el 1935.
Més endavant va exposar tres fotografies al III Saló Internacional d'Art Fotogràfic de Barcelona. També aquí va ser l'única dona admesa i les seves fotografies van ser exposades amb altres de artistes molt prestigiosos. Aquest contacte amb l'Agrupació Fotogràfica de Catalunya va ser crucial perquè Rahola va començar a freqüentar alguns dels membres més destacats com Joaquim Pla Janini o Antoni Campañà. Al desembre de 1935 es va inscriure a l'Agrupació i, mesos més tard va guanyar la medalla d'argent en el XII Concurs Anual de l'Agrupació amb la fotografia Jugadores de Pilota (Alegria), la qual va ser considerada com la millor de la col·lecció i va formar part del Butlletí de l'Agrupació d'abril de 1936. En aquest any, va participar, ja com a sòcia, novament al IV Saló Internacional d'Art Fotogràfic, amb la mateixa fotografia: Jugadores de Pilota. Aquest Saló va tancar el 7 de juliol, onze dies abans del cop d'Estat militar.
Mey Rahola va obtenir reconeixement en vida per la seva obra. Es considera com una fotògrafa que, al principi, transitava entre el pas del pictorialisme a la nova objectivitat en la fotografia, integrant dinamisme i moviment a les seves imatges. Aquest canvi va suposar una renovació de les tècniques, un canvi en el llenguatge visual i l'abandonament tant dels processos pigmentaris, com dels temes. Es va allunyar no només de les tècniques de revelat del pictorialisme, sinó també de les solemnitats artístiques. Va captar objectes i éssers més humils: dones, ancians, infants, animals, eines de treball, espais femenins. A més, utilitzava alguns recursos d'avantguarda com les composicions en diagonal, el descentrament del nucli de la foto, preses des d'angles inusuals i textures i geometries.
En 1935, Rahola va publicar un reportatge fotogràfic a la revista Claror, dirigida al públic femení, titulat Marines, on es veu la renovació de temes i llenguatges visuals on Rahola va contribuir de manera directe.

### Els anys de la Guerra Civil
La Guerra Civil espanyola va truncar la seva projecció pública en el món de la fotografia i va haver d'exiliar-se amb la seva família a Lió (França), on van patir la Segona Guerra Mundial.
Es conserven dues fotografies d'aquest període, una d'elles és Cua del Pa, amb una estètica avantguardista en picat i una sensibilitat pel patiment de la gent. Mey Rahola només es dedicarà a fer la propaganda republicana vinculada a l'Agrupació Fotogràfica de Catalunya. Un fet important en aquest context va ser l'exposició Fotografies de Catalunya, que va tenir lloc a Buenos Aires i a Rosario, Argentina, en 1937, i que va ser organitzada pel Casal Català de Buenos Aires i pel Foto Club Argentino. Rahola hi va participar amb cinc fotografies de Cadaqués. Al mateix any, algunes fotografies de Mey Rahola van aparèixer publicades a la revista Companya, de tendència comunista, a la pagina central i en la contraportada va aparèixer la fotografia les Jugadores de pilota.
El marit de Rahola va treballar com a diplomàtic i polític al servei de la República. Va aprofitar un dels seus viatges a Ginebra per endur-se els seus fills a França. Posteriorment, el 1939 van anar també a l'exili on van coincidir amb Manuel Azaña, l'últim president de la República Espanyola i Mey Rahola va fer els últims retrats en vida de l'ex-president.

### L'exili
A l'exili, Mey Rahola va haver de mantenir la família fent fotografies de carnet per persones civils durant la Guerra Mundial. Tenia el laboratori a la cuina i va muntar l'estudi a casa seva. Allà va conèixer l'estudi fotogràfic Blanc i Démily, que va ser un centre de reunió dels fotògrafs a Lió. Aquesta nova relació va influenciar el nou estil de Mey, que deixa de banda els bromurs de tonalitats càlides i tons rugosos que feia a Barcelona, per passar a fer ampliacions de to neutre sobre paper llis i esmaltat.

### Viatges
L'any 1946-1947 va tornar a Catalunya creuant la frontera a peu i va fer unes fotografies del mercat de la plaça de Vic, fotografiant objectes humils i persones normals i corrents. Aquestes fotografies noves eren molt diferents del tipus de fotografies que es practicaven a Espanya a l'època, que van quedar estancats en els canons pictorialistes.
També va fer un viatge amb Antoni Campanyà pel Sud d'Espanya.

### Tornada a França
Van tornar a França, a Vaucresson, a prop de París, on van recuperar la qualitat de vida d'abans de la Guerra perquè Josep Xirau va recuperar la feina i van reprendre els seus viatges (visites als Alps freqüents i creuers per la Mediterrània).
En aquest període, va guanyar gran independència i es va allunyar de la vida pública i del seu marit, fet que li va permetre tornar a Cadaqués a visitar la seva família amb regularitat. També va aficionar-se a fotografiar els balls tradicionals i va anar als països de l'Est durant la dècada dels 1950's.
Mey Rahola va morir el 17 d'agost de 1959 a Vaucresson d'un ictus i està enterrada al cementiri municipal de la mateixa població.
Va ser anomenada de diferents maneres al llarg de la seva vida d'acord al context: María de los Remedios Rahola de Falgás, Remei Rahola, M.R., Maria Rahola de Xirau, Maria del Remei o Maria de la R.[sic], Rahola de Xirau, Sra. Xirau, Remy Xirau, Mey, Photo Mey, mey Xirau, Marie Xirau, Remedios, Remei, Reme, Mei, Mey, però la seva firma va ser Mey Rahola.

## El seu llegat
El treball fotogràfic de Mey Rahola va ser oblidat durant dècades. La guerra i la seva condició de dona van ser factors clau que la van deixar fora dels relats de la historiografia de l'art durant més de 60 anys.
Als primers textos de referència sobre la història de la fotografia no posen atenció al paper de les dones. Però, un punt d'inflexió van ser tres exposicions: Una càmera pròpia. Dones i pràctiques fotogràfiques a Casa Elizalde, Barcelona en 2019; Pintar, crear, viure. Dones artistes a l'Alt Empordà al Museu de l'Empordà, Figueres en 2020 i el IV Festival Internacional de Fotografia Incadaqués, organizat per la Fundació Photographic Social Vision en 2019. En les tres exposicions van dur obra de Mey Rahola.
La primera vegada que va aparèixer en un text sobre fotografia va ser a l'any 2017, on va ser mencionada en una llista per Carmelo Vega en un documental de l'Agrupació Fotogràfica de Catalunya.
Abans del 2011, l'arxiu Mey Rahola no existia. El seu fons fotogràfic estava repartit en diferents herències familiars i repartiments. El cercle proper de la fotògrafa va reconstruir aquest arxiu i van afegir-se fotografies d'arxius institucionals com: l'Arxiu Fotogràfic de Barcelona, l'Arxiu del Servei de Patrimoni Arquitectònic Local de la Diputació de Barcelona, l'Arxiu Nacional de Catalunya i les del Museu Nacional d'Art de Catalunya.
Hi ha prop de 550 còpies d'època, vora 250 negatius i una desena d'àlbums amb fotografies seves. Per poder ordenar l'arxiu va ser necessari l'ajuda de la seva filla Maria Teresa, qui va deixar records abans de morir l'any 2018. Aquest treball d'ordenació d'arxiu fa ser fonamental per a la realització de les primeres exposicions individuals de la fotògrafa en 2023 que proposaran una mirada recopilatòria del seu treball: Mey Rahola, La nueva fotógrafa / 1897-1959 al Museu Nacional de Catalunya i Mey Rahola, Desig d`Horitzons al Museu del Empordà. La primera d'aquestes exposicions, la del MNAC, a més va ser co-comissariada pel besnet de Rahola.

## La seva obra

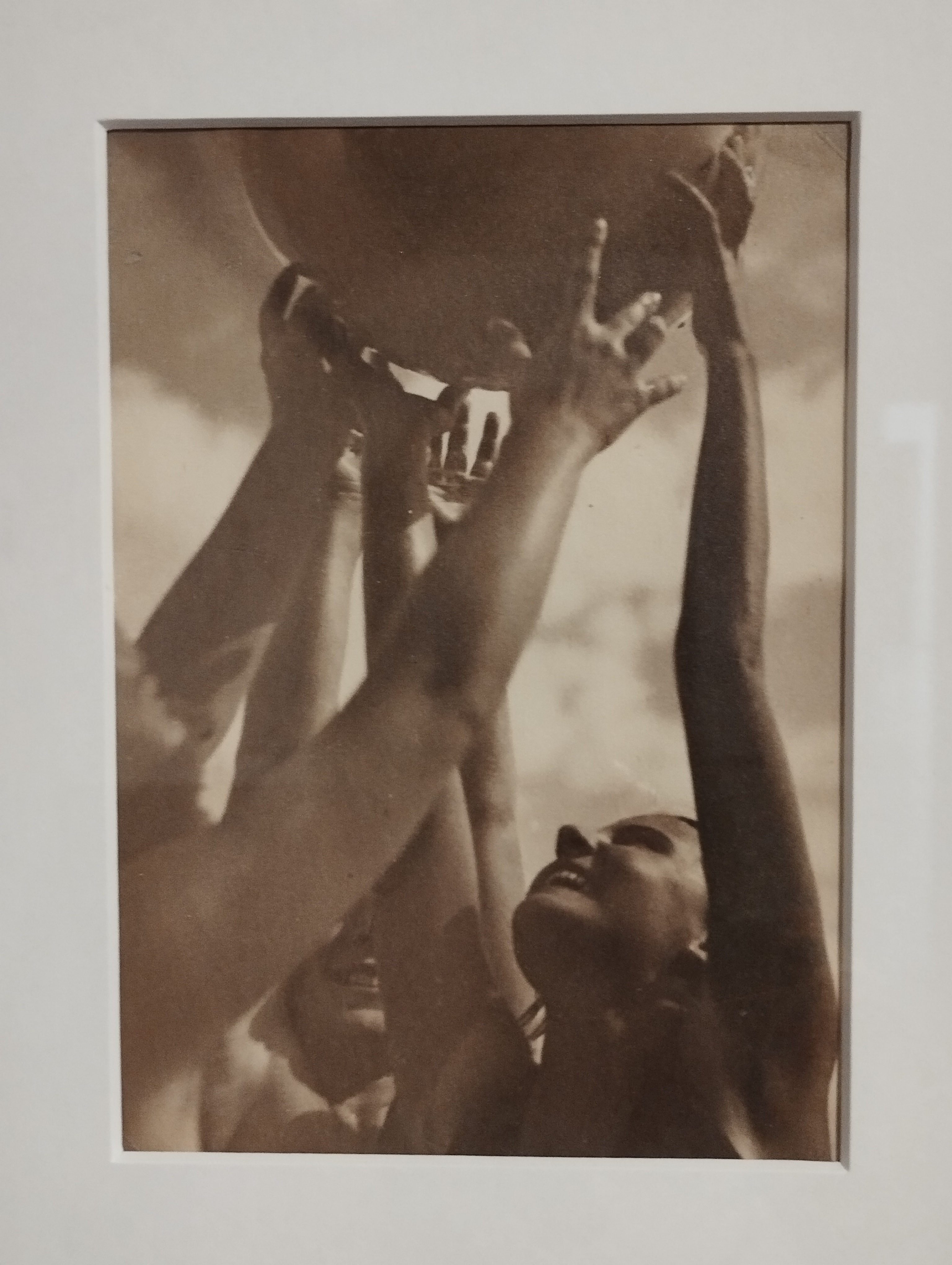
Jugadores de pilota (Alegria), fotografia de Mey Rahola

Les seves imatges són d'una modernitat sorprenent. Rahola va fer fotografies de totes les maneres possibles aleshores, com a aficionada que va poder exposar ocasionalment, amb vocació de fotoreportera i com a fotògrafa d'estudi. Va adoptar recursos de les avantguardes fotogràfiques del seu temps –composicions geomètriques, perspectives innovadores, picats i contrapicats, contrallums– i va escollir i explorar temàtiques diversesː marines, nàutica i vaixells, esport i dones esportistes, fotoreportatge i autoretrat. El seu fons ha estat dispers en la família, fins que el MNAC ha adquirit algunes de les seves obres, que ha mostrat en exposició.

## Redescoberta
El seu besnét, l'editor i musicòleg Lluís Bertran Xirau, i la fotògrafa i historiadora Roser Martínez Garcia, en una col·laboració inesperada, han dut a terme la redescoberta d'aquesta fotògrafa oblidada, fet que ha comportat diverses exposicions que l'han donat a conèixerː
L'octubre de 2020 es va inaugurar una exposició al Museu de l'Empordà, Pintar, crear, viure. Dones artistes a l'Alt Empordà (1830-1939) que va permetre redescobrir la trajectòria d'aquesta fotògrafa. Durant els darrers anys s'està fent una feina de recerca, descobriment i catalogació de la seva obra, i la recerca als arxius familiars ha permès catalogar més de 650 proves positivades i uns 350 negatius, datats entre el 1932 i els anys 1950.
L'any 2022 el Museu Nacional d'Art de Catalunya, en col·laboració amb el Museu de l'Empordà, va presentar una selecció de 80 fotografies de l'artista a l'exposició Mey Rahola, 1897-1959. La nova fotògrafa. Segons l'assagista Cristina Masanès i la historiadora Roser Martínez García, Mey Rahola «podria ser una Breslauer catalana, una dona moderna que fumava, portava pantalons, participava en regates de vela i feia unes fotografies molt valentes». Complementària a aquesta, el Museu de l'Empordà va presentar Mey Rahola. Desig d’horitzons, comissariada per Lluís Bertran i Roser Martínez.

## Exposicions, concursos i mencions

### Exposicions individuals de Mey Rahola
- Mey Rahola, La nova fotògrafa / 1897-1959. Museu nacional de Catalunya. 25 de novembre de 2022 a l'11 de setembre de 2023.

- Mey Rahola, Desig d'Horitzons. Museu del Empordà. 26 de novembre de 2022 al 9 d'abril de 2023.

### Exposicions col·lectives de Mey Rahola
- Exposició al Reial Club Marítim de Barcelona. 1935
- Catalunya 1934', exposició del concurs del diari El Día Gráfico. Pavellons de Montjuïc. 1935.
- III Saló Internacional d'Art Fotogràfic de Barcelona. Galeries Subterrànies de la Plaça Catalunya, Barcelona. 1935.
- IV Saló Internacional d'Art Fotogràfic de Barcelona. Galeries Subterrànies de la Plaça Catalunya. 1936. (Rahola va participar amb la fotografia Les Jugadores de Pilota).
- Fotografies de Catalunya. Nordiska Kompaniet. Buenos Aires. 1937.
- Fotografies de Catalunya. Museo de Bellas Artes. Rosario. 1937.
- Una càmera propia. Dones i pràctiques fotogràfiques. Casa Elizalde, Barcelona. 2019
- Pintar, crear, viure. Dones artistes a l'Alt Empordà. Museu de l'Empordà, Figueres. 2020
- IV Festival Internacional de Fotografía Incadaqués, Fundació Photographic Social Vision, Barcelona. 2020.

### Concursos guanyats
- Saló Internacional d'Art Fotogràfic de Barcelona organitzat per El Día Gráfico. 1934.
- XII Concurs Anual de l'Agrupació Fotogràfica de Catalunya, medalla d'argent dins la categoria dels socis novells. 1935

### Catàlegs
- Mey Rahola, Fotògrafa / 1897-1959. Museu Nacional d'Art de Catalunya, 2023.

### Mencions del treball fotogràfic de Mey Rahola en llibres i Revistes
- Vega, Carmelo. Fotografía en España (1839-2015), historia, tendencias, estéticas. Madrid, Cátedra, 2017, pp. 712-714
- Campanya, Revista de la dona, núm.5. 1937. La fotografia Jugadores de Pilota va aparèixer a la contraportada.
- Butlletí de l'Agrupació Fotogràfica de Catalunya, 1936. La fotografia Jugadores de Pilota va aparèixer.
- Marines, reportatge fotogràfic en la revista Claror. 1935.

### Llibres
- Vega, Carmelo. Fotografía en España (1839-2015), historia, tendencias, estéticas. Madrid, Cátedra, 2017, pp. 712-714
- Mey Rahola, Fotógrafa / 1897-1959. Museu Nacional d'Art de Catalunya, 2023.

### Webgrafia
- Museu Nacional d'Art de Catalunya. Jugadores de pilota (Alegria) en Obra de la Setmana Amics del Museu, https://www.amicsmuseunacional.org/ca/jugadores-de-pilota-alegria/
- Museu Nacional d'Art de Catalunya. Jugadores de pilota (Alegria), https://www.museunacional.cat/ca/colleccio/jugadores-de-pilota-alegria/mey-rahola/254509-000

### Vídeos
- Museu Nacional d'Art de Catalunya. Visita comentada exposición "Mey Rahola (1897-1959). La nueva fotógrafa. 2023. https://www.youtube.com/watch?v=5vaIqPEudEk
- COAC Arquitectos. Mey Rahola, fotografía, dones i arquitectura. Les dones Fem Història. 2020. https://www.youtube.com/watch?v=YJOFuPcLzUo&t=16s
- Photolari. La fotógrafa olvidada durante más de medio siglo: descubriendo a Mey Rahola. 2023. https://www.youtube.com/watch?v=PcwjReI_BFo
- Museu Nacional d'Art de Catalunya. Conferència inaugural Mey Rahola, la reconstrucció d'una fotògrafa oblidada. 2022. https://www.youtube.com/watch?v=0GIPHnodBEU
- Museu Empordà. Mey Rahola. Desig d'horitzons, 2023. https://www.youtube.com/watch?v=O-Okkbr3fbg

### Dossier de premsa Exposició
- Museu Nacional d'Art de Catalunya. Dossier de prensa a l'exposició "Mey Rahola (1897-1959). La nueva fotógrafa. 2023. https://www.museunacional.cat/sites/default/files/dossier_premsa_mey_rahola_cat_1.pdf

### Recull de Premsa
- Bertran Xirau, Lluis. Mey Rahola, una mirada retrobada. Revista de Girona, s/d. Secció fotografia. https://raco.cat/index.php/RevistaGirona/article/view/369007/462822
- Fototertulia Mey Rahola, fotografía y modernidad, a cargo de Roser Martínez Garcia y Lluís Bertran Xirau. Fotoconnexió. 8 de març de 2021.https://www.fotoconnexio.cat/2021/03/08/fototertulia-mey-rahola-fotografia-i-modernitat-a-a-carrec-de-roser-martinez-garcia-i-lluis-bertran-xirau/
- COAC arquitectes. Fem Història. Mey Rahola, Fotografia, Dones i Arquitectura. s/d. https://www.arquitectes.cat/ca/suport/dones-fem-historia
- Vázquez, Eva. L'hora de Mey Rahola. El Punt Avui,  16 d'abril de 2020, sección Cultura, https://www.elpuntavui.cat/cultura/article/19-cultura/1774838-l-hora-de-mey-rahola.html
- Casalé Soler, Ramon. Mey Rahola. Una pionera de la fotografia artística. El Temps de les Arts. 8 de gener de 2023. https://tempsarts.cat/arts-visuals/mey-rahola-una-pionera-de-la-fotografia-artistica/
- Vázquez, Eva. On eres, Mey Rahola? El Punt Avui, 26 de novembre de 2022, sección ultura, https://www.elpuntavui.cat/cultura/article/19-cultura/2223234-on-eres-mey-rahola.html
- Camarzana, Saioa. Mey Rahola, una fotógrafa rompedora y vanguardista que cayó en el olvido más hiriente. El Cultural en El Español, 6 de gener de 2023, sección Arte, https://www.elespanol.com/el-cultural/arte/20230106/mey-rahola-fotografa-rompedora-vanguardista-olvido-hiriente/731427021_0.html

### Podcasts
- RTVE Radio. Sección áurea - Mey Rahola. Efecto Doppler., 5 de novembre de 2020, https://www.rtve.es/play/audios/efecto-doppler/seccion-aurea-mey-rahola/5706423/
- Ivoox. T2x04 Mey Rahola. La contrapart, 1 de gener de 2023, https://www.ivoox.com/t2x04-mey-rahola-audios-mp3_rf_100761125_1.html